# Casa de ópio
Casa de ópio (português brasileiro) ou antro de ópio (português europeu) (em inglês:  opium den) era um estabelecimento em que o ópio era vendido e fumado. As casas de ópio estiveram presentes em muitas partes do mundo no século XIX, principalmente em China, Sudeste Asiático, América do Norte e França. Em todo o Ocidente, as casas de ópio eram frequentadas e associadas aos povos da China, pois geralmente esses estabelecimentos eram administrados por chineses, que forneciam e preparavam o ópio para o consumo dos clientes não-chineses.

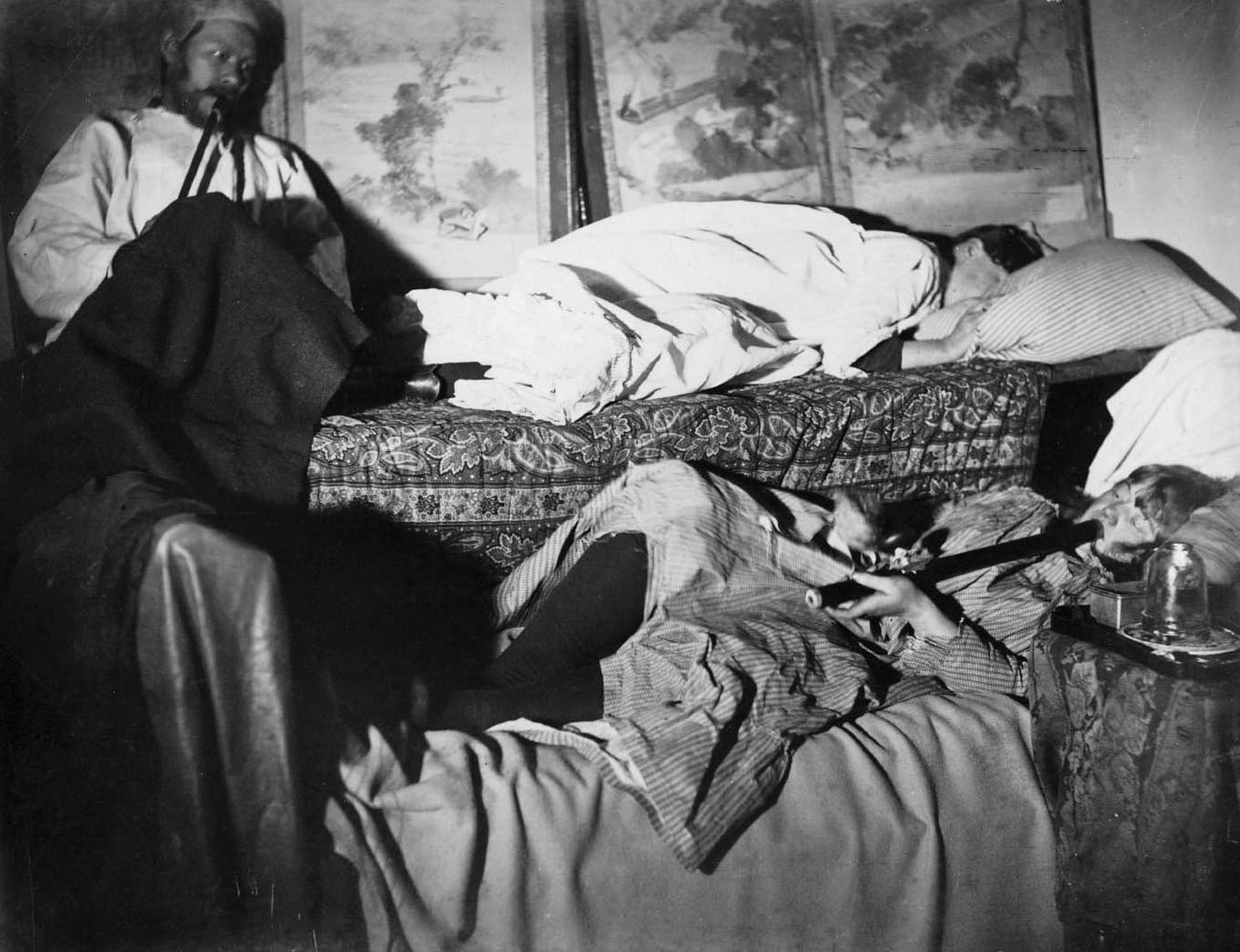
Duas mulheres e um homem fumando em uma casa de ópio, no final do século XIX

A maioria das casas de ópio servia a droga em parafernálias, como em lâmpadas improvisadas para o fumo do ópio. Os clientes se reclinavam para segurar os longos cachimbos de ópio [en] sobre as lâmpadas a óleo, que aqueciam a droga até que se vaporize, permitindo-os inalar os vapores. Os antros de ópio na China eram frequentados por todos os níveis da sociedade, e sua simplicidade ou luxuosidade refletiam as condições financeiros dos donos. Nas áreas urbanas dos Estados Unidos, particularmente na Costa Oeste, havia casas de ópio que espelhavam o melhor da China, com ornamentos luxuosos e atendentes mulheres. Para a classe trabalhadora, havia muitas casas de baixo custo, comumente com móveis escassos – essas casas eram mais propensas a aceitar como clientes os fumantes não-chineses.

## Estados Unidos

### São Francisco

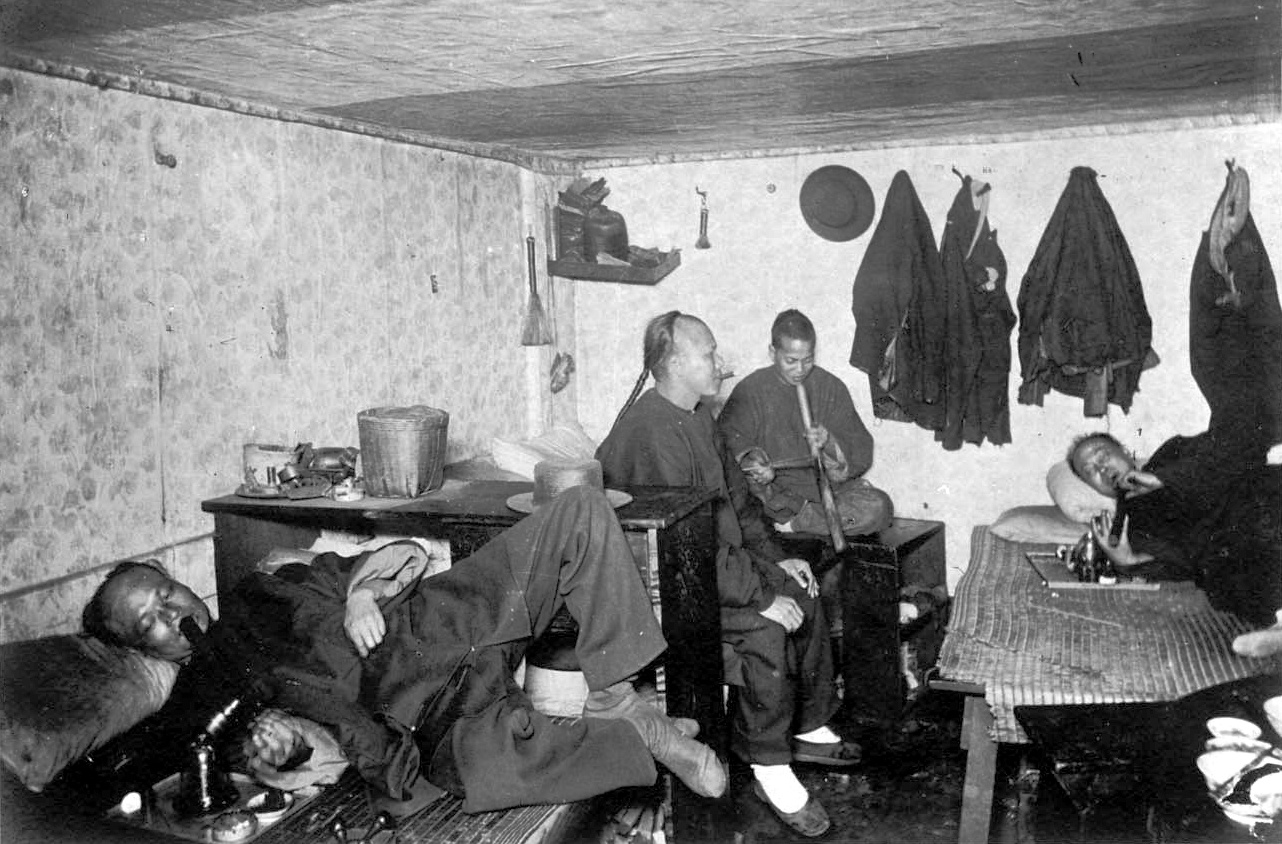
Covil de ópio na pensão de São Francisco, final do século XIX

O hábito de fumar ópio chegou à América do Norte com o grande fluxo migratório de chineses, especialmente no contexto da Corrida do Ouro da Califórnia. O ponto de partida da corrida do ouro foi São Francisco, e logo após a chegada dos primeiros chineses por volta de 1850 a Chinatown da cidade se tornou um local onde se aglomeravam numerosas casas de ópio. No entanto, de 1863 até o final do século, as leis antidrogas impostas em São Francisco proibiram a visita às salas de ópio além da prostituição.  Apesar disso, a década de 1870 atraiu muitos residentes não-chineses para as casas de ópio de São Francisco, que se tornou a primeira cidade dos Estados Unidos a promulgar uma lei antidrogas, em 1875.

### Nova Iorque
As casas de ópio de Nova Iorque em Chinatown, devido à maior distância geográfica da China, não eram tão luxuosas quanto aquelas presentes na costa oeste dos Estados Unidos. De acordo com H. H. Kane, um médico que passou anos estudando o uso de ópio em Nova Iorque nas décadas de 1870 e 1880, os salões de ópio mais populares estavam localizados na Mott Street [en] e Pell Street [en] em Chinatown. Na época, todas as casas de ópio da cidade eram administrados por chineses, com exceção de um na 23rd Street, que era administrado por uma mulher americana e suas duas filhas. Kane relata que as casas de ópio de Nova Iorque eram um lugar "onde todas as nacionalidades pareciam misturadas indiscriminadamente".
Assim como em São Francisco, nova-iorquinos de todas as classes sociais visitavam Chinatown para frequentar suas casas de ópio. A última casa de ópio conhecida de Nova Iorque foi invadida e fechado em 28 de junho de 1957.

## França

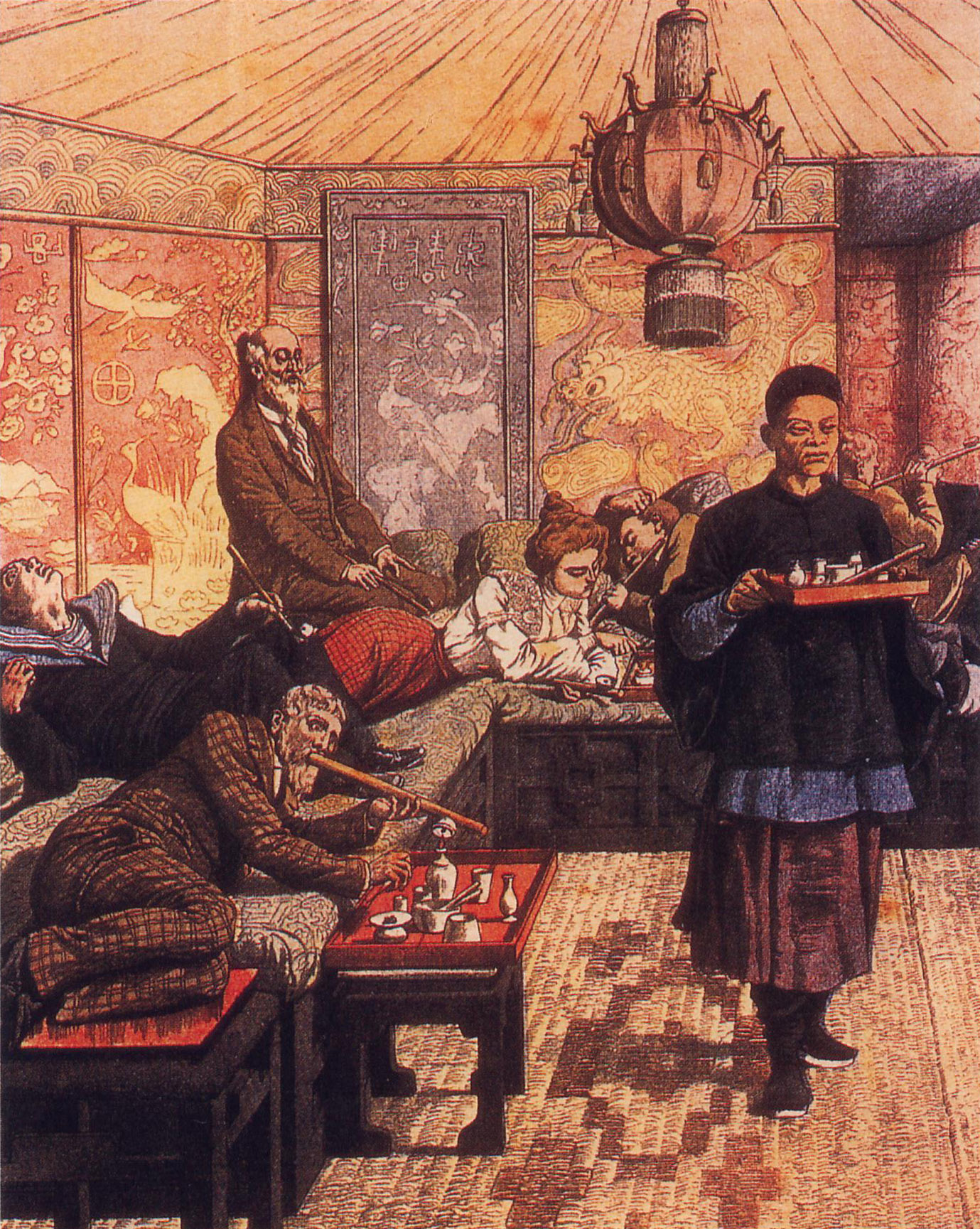
"A New Vice: Opium Dens in France", uma ilustração do Le Petit Journal, 5 de julho de 1903.

O fumo de ópio na França começou com os expatriados franceses que voltavam para casa vindo das colônias da Indochina (atualmente Vietnã, Laos e Camboja). No início do século 20, havia diversas casas de ópio nas cidades portuárias da França, especialmente em Toulon, Marselha e Hyères.